# Anita Dobson
Anita Dobson (nascuda el 29 d'abril de 1949) és una actriu i cantant anglesa de teatre, cinema i televisió. És coneguda sobretot pel seu paper del 1985 al 1988 com a Angie Watts a la telenovel·la de la BBC EastEnders. El 1986 va aconseguir el número quatre de la llista de singles del Regne Unit amb "Anyone Can Fall in Love", una cançó basada en el tema musical d'EastEnders. Està casada amb l'astrofísic i guitarrista de Queen, Brian May.
Els altres papers televisius de Dobson inclouen la sitcom de la ITV Split Ends (1989). El 2003 va ser nominada al premi Laurence Olivier a la Millor Actriu en una Obra per la producció del National Theatre de Frozen. També ha participat al West End com a Mama Morton al musical Chicago (2003) i Gertrude a Hamlet (2005), i va debutar a la Royal Shakespeare Company en la producció del 2012 de The Merry Wives of Windsor del 2012. Les seves aparicions cinematogràfiques inclouen Darkness Falls (1999) i London Road (2015).

## Biografia
Dobson va néixer a Stepney, Londres. Es va formar a la Webber Douglas Academy of Dramatic Art de Londres.

### Carrera
Dobson va aparèixer en diverses sèries a principis dels anys vuitanta, inclosa la sitcom de Jim Davidson Up the Elephant and Round the Castle (1983). És coneguda sobretot per interpretar a la propietària alcohòlica i maltractada Angie Watts a la telenovela de la BBC1 EastEnders, un paper que va interpretar des dels inicis del programa el 1985 fins al 1988.

#### EastEnders
Dobson no va ser la primera persona que va ser escollida com a Angie; una altra actriu, Jean Fennell, ja havia començat a gravar quan es va decidir que la seva interpretació no lligava amb la idea original del personatge, i Dobson va prendre el paper. Mentre interpretava a Angie Watts, la propietària alcohòlica del pub Queen Vic Dobson va treballar estretament amb l'actor Leslie Grantham, propietari del Queen Victoria que va interpretar al seu marit adúlter "Dirty Den Watts ". El dia de Nadal del 1986, 30,15 milions d'espectadors es van sintonitzar per presenciar Den lliurant a Angie els seus papers de divorci, donant al fulletó la qualificació d'episodi més alta de la història, que encara no ha estat superada per cap altre fulletó al Regne Unit.
Des que va deixar EastEnders el 1988, els caps de la BBC van fer-li nombroses ofertes perquè tornés, però no va acceptar cap de les ofertes; recentment va comentar "Per què embrutar la magnífica creació que va ser Angie Watts?" Els caps finalment van renunciar a l'esperança de provar-la de tornar, i el 2002 el personatge d'Angie Watts va morir fora de la pantalla per intoxicació per alcohol i va ser portat a casa per ser enterrat per la seva filla en pantalla Sharon Watts (Letitia Dean), que havia tornat al programa de l'any anterior.

#### Altres personatges
D'ençà que abandonà EastEnders Dobson ha aparegut en nombroses funcions de televisió, cinema i teatre, incloses les sèries de la BBC Red Dwarf, Rab C. Nesbitt i la seva pròpia sitcom Split Ends (1989), que només va durar una temporada. També ha participat com a convidada en els drames de la BBC dramas Dangerfield (1995), Ghosts (1995), Sunburn (1999) i Hotel Babylon i la sèrie de detectius de la ITV The Last Detective (2004), entre d'altres, juntament amb les pel·lícules films Sweet Revenge (1998) i Darkness Falls (1999). També s'ha reunit amb el seu company de EastEnders Leslie Grantham a la producció de Sky anomenada The Stretch i la sèrie de terror Urban Gothic (2000).
Va ser el tema de This Is Your Life el 2002 quan va ser sorpresa per Michael Aspel.
Dobson va treballar en el drama policial ITV1 The Bill el 2005 i va aparèixer a la sèrie Doctor Who, Blood of the Daleks. Dobson també ha interpretat cinc personatges convidats diferents al drama mèdic Casualty, de la BBC1, apareixent en episodis a l'octubre de 2000, juliol de 2009, juliol de 2011, març de 2013 i octubre de 2017; també va tenir dos papers convidats a la sèrie germana de Casualty, Holby City, el setembre de 2003 i desembre de 2014 respectivament. Dobson va protagonitzar la pel·lícula London Road el 2015 i va aparèixer al costat de Simon Callow a la sèrie d'humor The Rebel el 2016.

### Carrera musical i escènica
Dobson també ha actuat com a cantant, amb diferents graus d'èxit en els gràfics. L'agost de 1986 va aconseguir el número 4 a la llista de singles del Regne Unit amb "Anyone Can Fall in Love",una cançó basada en el tema musical d'EastEnders, que va ser escrita per Simon May. La cançó va ser produïda pel guitarrista de Queen Brian May, qui posteriorment es va convertir en el seu marit. També ha publicat diversos altres senzills i àlbums amb un èxit menor a la llista.
A l'escenari, Dobson ha protagonitzat el repertori del Salisbury Playhouse al  Pigmalió de Shaw el 1980; el musical de Ray Davies/Barrie Keeffe del 1981 Chorus Girls i com a Hazel Fletcher al musical de curta durada Budgie amb Adam Faith. També va aparèixer en el revifat musical de Tom Stoppard Rough Crossing i va interpretar a un supervivent de l'Holocaust a My Lovely Shayna Maidel. També va aparèixer com a Mama Morton al musical Chicago del West End.
Dobson va interpretar el paper de Gertrude a la producció anglesa de Hamlet al Touring Theatre, al New Ambassadors Theatre del West End de Londres, després d'una gira al Regne Unit a la tardor del 2005.
El 2012, Dobson va interpretar el paper de Mistress Quickly a la producció de la Royal Shakespeare Company de The Merry Wives of Windsor.
De setembre de 2016 a gener de 2017 Dobson va aparèixer com a Madame Morrible al musical Wicked a l'Apollo Victoria Theatre de Londres.
El juny de 2019, Anita es va unir al revival de FFiddler On The Roof, dirigit per Trevor Nunn al Playhouse Theatre interpretant el paper de Yente, al costat de Maria Friedman que assumia el paper de Golde, fins al tancament de la producció el 2 de novembre de 2019.

### Strictly Come Dancing
El 6 de setembre de 2011 es va anunciar que Dobson participaria a la sèrie de 2011 de Strictly Come Dancing. En el programa de llançament de la novena temporada el 10 de setembre de 2011, es va revelar que faria parella amb l'especialista llatí Robin Windsor. Va ser eliminada el 27 de novembre de 2011 després que Robin Windsor no pogués ballar durant una setmana a causa d'una lesió. Per tant, Anita Dobson va assajar i ballar el Cha Cha Cha i el Swingathon amb Brendan Cole.
| Setmanak # | Ball/Cançó                                                 | Puntuació dels jutges | Puntuació dels jutges | Puntuació dels jutges | Puntuació dels jutges | Puntuació dels jutges | Resultat   |
| Setmanak # | Ball/Cançó                                                 | Horwood               | Goodman               | Dixon                 | Tonioli               | Total                 | Resultat   |
| ---------- | ---------------------------------------------------------- | --------------------- | --------------------- | --------------------- | --------------------- | --------------------- | ---------- |
| 1          | Vals / Three Times a Lady—Commodores                       | 7                     | 7                     | 7                     | 7                     | 28                    | N/A        |
| 2          | Salsa / Jump in the Line (Shake, Senora)—Harry Belafonte   | 7                     | 7                     | 7                     | 7                     | 28                    | Safe       |
| 3          | Jive / You Can't Stop the Beat—from Hairspray              | 6                     | 7                     | 7                     | 7                     | 27                    | Safe       |
| 4          | American Smooth / I've Got You Under My Skin—Frank Sinatra | 8                     | 8                     | 8                     | 8                     | 32                    | Safe       |
| 5          | Tango / Devil Woman—Cliff Richard                          | 7                     | 8                     | 8                     | 8                     | 31                    | Safe       |
| 6          | Xarleston / I Got Rhythm—George Gershwin                   | 7                     | 8*                    | 8                     | 8                     | 31                    | Safe       |
| 7          | Tango argentí / Tango—from Cirque du Soleil                | 7                     | 9                     | 8                     | 9                     | 33                    | Bottom two |
| 8          | Samba / Come On Eileen—Dexys Midnight Runners              | 6                     | 7                     | 7                     | 7                     | 27                    | Safe       |
| 9          | Txa-txa-txa / Uptown Girl—Billy Joel                       | 7                     | 8                     | 7                     | 8                     | 30                    | Eliminated |
| 9          | Swing Marathon / Chattanooga Choo Choo                     | 2 out of 7            | 2 out of 7            | 2 out of 7            | 2 out of 7            | 2 out of 7            | Eliminated |

A la 6a setmana, la convidada de Jennifer Grey va jutjar per Goodman.

## Premis
Pel seu pas per EastEnders com a Angie Watts, Dobson va rebre el premi Pye a la personalitat femenina destacada.
Dobson va ser nominada al Premi Laurence Olivier de 2003 a la millor actriu per la seva interpretació a Frozen al Royal National Theatre: Cottesloe.
El 2007, Dobson va ser feta Companya del Liverpool Institute for Performing Arts.

## Vida personal
Dobson es va casar amb Brian May el 18 de novembre de 2000. Es van conèixer el 1986.
És patrona de la fundació benèfica teatral de the Music Hall Guild of Great Britain and America.

## Televisió i filmografia
- The Fight (2018)
- Torvill & Dean – Miss Perry
- The Worst Witch – Mirabelle Hubble (2018)
- Call the Midwife – Mabel Tillerson (2017)
- Armada: 12 Days to Save England – Elizabeth I (2017)
- The Rebel – Margaret (2016)
- Loose Women – Herself (occasional panellist) 2015
- London Road – June Post Production 2015
- Pompidou – Sally Post Production 2015
- The Rise of the Krays - Madge (2015)
- Solitary – Nurse Mary 2014
- Moving On – Katy Marr 2013
- Casualty (5 episodis) 2000–2017
- Sadie J (1 episodi) – Nan Bet 2012
- Coming Up Maggie (1 episodi) 2011
- Gigglebiz (13 episodis) – diversos 2009–2011
- Little Crackers – Nan 2010
- Katy Brand's Big Ass Show – 2009
- Hotel Babylon – Lady Amelia Hamilton 2008
- The Bill (2 episodis) – Lynn Hunter / Jane Elliott 1997, 2005
- New Tricks – Elaine Wanless 2005
- The Last Detective – Ruth Leyman 2004
- Charlie – Charlie's Mum 2004
- Holby City – Lynn Spencer (1 Episodi) 2003
- Doctors – Elizabeth Prior 2003
- NCS: Manhunt – Jean Harris 2002
- Fun at the Funeral Parlour – Fernando Thomas 2001
- The Stretch – Sam Greene (Telemovie) 2000
- Urban Gothic – Fenella 2000
- Hearts i Bones – Donna Slaney 2000
- Junk (Telemovie) – Mrs Lawson 1999
- Darkness Falls – Mrs Hayter 1999
- Sunburn – Joyce Potts 1999
- The Tichborne Claimant – Fanny Lodder 1998
- Sweet Revenge – Daphne Teal 1998
- Get Well Soon (1997)
- Highlander (TV series) – Molly Kingsley 1997
- New Voices Eileen (TV series) 1997
- The Famous Five – (TV series) Mrs Stick 1996
- Last of the Summer Wine – (TV series) Cameo, Christmas Special 1995
- Go Back Out (Telemovie) – 1995
- Dangerfield – Miriam Lampter (1 episodi) 1995
- I'll Be Watching You – Suzi Rudkin 1995
- Seaview Knights – the Blind Concierge 1994
- Smokescreen – Gertie (TV miniseries, 5 episodis) 1994
- Beyond Bedlam – Judith 1994
- The Fireboy – Mum 1994
- Woof! – Mrs. Fuller (2 episodis) 1993
- Rab C. Nesbitt – Cath 1993
- Red Dwarf – Captain Tau 1993
- Euphoric Scale (short film) – 1993
- The World of Eddie Weary – (Telemovie) Roxanne 1990
- Split Ends – Cath 1989
- EastEnders – Angie Watts (274 episodis). Series regular: 1985–1988
- Up the Elephant and Round the Castle – Lois Tight (3 episodis) 1983–1984
- Agatha Christie's Partners in Crime – Esther Quant 1983
- Nanny – Dorothy 1981
- Leave Him to Heaven (Telemovie) – Roxanne 1979
- Play Away – Herself 1971